# Typography

Typeface Calibri

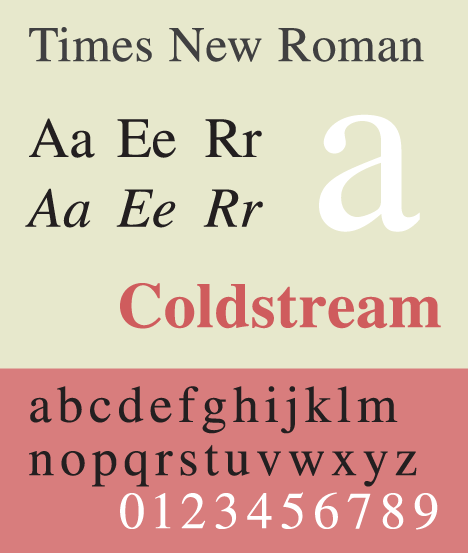
Typeface Times New Roman

Typography là nghệ thuật sắp xếp, thiết kế và sáng tạo hình dáng câu văn, chữ viết sao cho có tính thẩm mỹ, thể hiện một phong cách nhất định. Công việc này bao gồm thiết kế kiểu chữ (typeface), cỡ chữ, độ giãn cách, cũng như trang trí, v.v.

### Sách tham khảo
- Bringhurst, Robert (2004), The Elements of Typographic Style (ấn bản thứ 3), Point Roberts, WA: Hartley & Marks, ISBN 0-88179-133-4.
- Standard Test Method of Comparative Legibility by Means of Polarizing Filter Instrumentation, ASTM International, D7298
- Ch'on, Hye-bong (1993), "Typography in Korea", Koreana, 7 (2): 10–19.
- Gill, Eric (2000) [1931], An Essay on Typography, Boston: David R Godine, tr. 188, ISBN 0-87923-950-6
- Dowding, Geoffrey. Finer Points in the Spacing and Arrangement of the Printed Word, 2nd edn. Point Roberts, WA: Hartley and Marks, 1999.
- Heller, Steven; Meggs, Philip B (2001), Texts on Type: Critical Writings on Typography, New York: Allworth Press, ISBN 1-58115-082-2. A compilation of more than fifty texts on the history, practice, and aesthetics of typeface design and typography
- Jury, David (2004), About Face: Reviving the Rules of Typography, CH: Rotovision, ISBN 2-88046-798-5, 159 pp.
- Lawson, Alexander (1990), Anatomy of a Typeface, ISBN 978-0-87923-333-4, devotes entire chapters to the development and uses of individual or small groupings of typefaces
- Martínez de Sousa, José (2007), Manual de estilo de la lengua española [Style manual of the Spanish language] (bằng tiếng Tây Ban Nha) , Gijón: Trea.
- ——— (2008), Ortografía y ortotipografía del español actual [Orthography and orthotypography of current Spanish] (bằng tiếng Tây Ban Nha) , Gijón: Trea.
- McLean, Ruari. The Thames and Hudson Manual of Typography. New York: Thames and Hudson, 1992.
- Mestres, Josep M; Costa, Joan; Oliva, Mireia; Fité, Ricard (2009), Manual d'estil. La redacció i l'edició de textos [Style manual. The redaction & edition of texts] (bằng tiếng Catalan) , Vic/Barcelona: Eumo/UB/UPF/Rosa Sensat.
- Papazian, Hrant H (2000), "Improving the Tool", trong Swanson, Gunnar (biên tập), Graphic Design and Reading: explorations of an uneasy relationship, New York: Allworth Press, ISBN 1-58115-063-6.
- Pujol, JM; i Solà, Joan (2000), Ortotipografia. Manual de l'author, l'autoeditor i el dissenyador gràfic [Orthotypography.  Manual of the authors, the self-editor and the graphic designer] (bằng tiếng Catalan) , Barcelona: Columna.
- Swanson, Gunnar (2000), Graphic Design and Reading: explorations of an uneasy relationship, New York: Allworth Press, ISBN 1-58115-063-6.
- Tschichold, Jan (1991), The Form of the Book: Essays on the Morality of Good Design, Vancouver: Hartley & Marks, ISBN 978-0-88179-034-4. A comprehensive collection of essays on the typographic art. A more classic companion to Bringhurst 2002.
- Tschichold, Jan. The New Typography. New edn. Berkeley: University of California Press, 2006.
- Warde, Beatrice (2000), "The Crystal Goblet, or Printing Should Be Invisible", trong Swanson, Gunnar (biên tập), Graphic Design and Reading: explorations of an uneasy relationship, New York: Allworth Press, ISBN 1-58115-063-6.
- White, Alex W (1999), Type in Use – Effective typography for electronic publishing (ấn bản thứ 2.0), New York: WW Norton & Co, ISBN 0-393-73034-4.
- Lexique des règles typographiques en usage à l'Imprimerie nationale [Lexic of the typographic rules used at the National press] (bằng tiếng Pháp), Imprimerie nationale, 2002, ISBN 2-7433-0482-0.